# Stella Artois
A Stella Artois egy belga sörmárka, amelyet az Anheuser-Busch InBev készít. A cég székhelye a belga Leuvenben található. A sör alkoholtartalma 4,8%-tól 5,2%-ig terjed.

## Története
1708-ban Sébastien Artois megalapított egy sörfőzdét. A cég 1926-ban már elkezdte gyártani a ma is ismert sört, amelyet abban az időben még csak karácsonykor forgalmaztak. 1988-ban az Interbrew cég megtervezte a Stella jelenlegi logóját, és a szimbólumnak számító kelyhet, ami a sört tartalmazza, az emblémával az elején. 1993-ban egy új sörgyárban kezdték el gyártani. 2004-ben, amikor megalakult az Inbev, a márka ismertsége emelkedett. 2008-ban az InBev egyesült az Anheuser-Busch céggel, létrehozva az Anheuser-Busch Inbev-et.
A márka magyar bemutatója ismeretlen, hazánkba valószínűleg az 1990-es években jutott el. Magyarországon a Borsodi Sörgyár Zrt. gyártja.